# Acordul de la Brioni

Insulele Brijuni (Brioni)

Acordul de la Brijuni sau Declarația de la Brioni (în croată Brijunska deklaracija, în sârbă Brionska deklaracija, în slovenă Brijonska deklaracija) este un document semnat de reprezentanții Sloveniei, Croației și Republicii Socialiste Federative Iugoslavia sub sponsorizarea politică a Comunității Europene (CE) pe Insulele Brijuni, la 7 iulie 1991. Acordul urmărea să creeze un mediu în care să poată avea loc negocieri viitoare cu privire la viitorul Iugoslaviei. Cu toate acestea, în cele din urmă, a dus la izolarea premierului federal Ante Marković în eforturile sale de a păstra integritatea teritorială a Iugoslaviei și a oprit efectiv orice formă de influență federală asupra Sloveniei. Acest lucru a dus la concentrarea Armatei Populare Iugoslave (JNA) asupra luptelor din Croația, creând un precedent de redresare a frontierelor internaționale și de implicare a CE în soluționarea crizei iugoslave.
Acordul de la Brioni a marcat sfârșitul Războiului de Independență a Sloveniei.
Potrivit documentului, Armata Populară Iugoslavă a încetat toate ostilitățile în Slovenia. Formal, acordul era în favoarea autorităților iugoslave. Anexa documentului stipula că poliția slovenă va controla frontierele Slovenei, dar taxele vamale intrau într-un cont federal iugoslav (deși erau colectate de către vameșii sloveni). Fondurile astfel strânse au fost transferate într-un cont comun aflat sub controlul ministerelor de finanțe federale (iugoslave) și republicane (slovene) și al observatorilor străini. În plus, a fost restaurat statul care a existat până la 25 iunie 1991, blocada a fost ridicată de pe toate drumurile, iar părți ale Apărării Teritoriale ale Republicii Sloveniei (în slovenă Teritorialna Obramba Republike Slovenije; TORS) au fost desființate. Prizonierii urmau să fie eliberați cât mai curând posibil.
Slovenia și Croația au suspendat timp de trei luni intrarea în vigoare a declarațiilor de independență față de Iugoslavia (proclamate la 25 iunie a aceluiași an). La 12 iulie 1991 președinția Republicii Socialiste Federative Iugoslavia a decis retragerea Armatei Populare Iugoslave din Slovenia. Ultimele trupe ale Armatei Populare Iugoslave au fost retrase din Slovenia la 25 iulie 1991.